# Ligando de bisoxazolina
Em química, ligandos de bis(oxazolina) (frequentemente abreviados ligandos BOX) são uma classe de ligandos quirais privilegiados contendo dois anéis de oxazolina. Eles são geralmente simétricos em  C2 e existem em uma ampla variedade de formas; com estruturas baseadas em CH2 ou piridina sendo particularmente comuns (frequentemente generalizados BOX e PyBOX, respectivamente). Os complexos de coordenação dos ligandos de bis(oxazolina) são amplamente utilizados na catálise assimétrica.